# Acrophylla alta
L'Acrophylla alta Coupland & Emmott, 2025 è il più grande insetto scoperto nel 2025 in Australia. La specie è stata scoperta da Ross Coupland e Angus Emmott  sull'Altopiano Atherton nel Queensland settentrionale tra la località di Millaa Millaa e il Monte Hypipamee , ad oltre 1000 m d'altezza .

## Dimensioni
Gli esemplari rinvenuti, solo di sesso femminile, sono lunghi circa 40 cm e pesano circa 44 grammi.

## Habitat
Il loro habitat è ristretto ad una piccola area della foresta pluviale: vivono nelle chiome degli alberi.
È tuttavia doveroso tenere a mente che sono stati finora rinvenuti solo due esemplari, pertanto il loro areale potrebbe essere notevolmente diverso dalla realtà.